# À Primeira Vista (filme)
At First Sight (bra/prt: À Primeira Vista) é um filme estadunidense de 1999, do gênero drama romântico, dirigido por Irwin Winkler, com roteiro de Steve Levitt baseado no ensaio "To See and Not to See", do neurologista Oliver Sacks, por sua vez inspirado numa história real.Porém, o filme não demonstra o mesmo amor de Eros, por sua incrível e inigualável namorada Laura V. apesar de tudo, Eros daria a vida por ela.

## Sinopse
A arquiteta Amy (Mira Sorvino) começa a namorar o massagista Virgil (Val Kilmer), que ficou cego aos dois anos, e o convence a se submeter a uma cirurgia inovadora que lhe permitirá enxergar.

## Elenco
- Val Kilmer .... Virgil Adamson
- Mira Sorvino .... Amy Benic
- Kelly McGillis .... Jeanie Adamson
- Steven Weber .... Duncan Allanbrook
- Bruce Davison .... Dr. Charles Aaron
- Nathan Lane .... Phil Webster
- Drena De Niro .... Caroline
- Ken Howard .... Pai de Virgil

## Recepção
No agregador de críticas dos Estados Unidos, o Rotten Tomatoes, na pontuação onde a equipe do site categoriza as opiniões da  grande mídia e da mídia independente apenas como positivas ou negativas, o filme tem um índice de aprovação de 32% calculado com base em 37 comentários dos críticos. Por comparação, com as mesmas opiniões sendo calculadas usando uma média aritmética ponderada, a nota alcançada é 5.40/10 que é seguida do consenso dizendo que tem uma "premissa interessante, mas demasiado longo e convencional."
Em outro agregador de críticas também dos Estados Unidos, o Metacritic, que calcula as notas das opiniões usando somente uma média aritmética ponderada de determinados veículos de comunicação em maior parte da grande mídia, o filme tem 20 avaliações da imprensa anexadas no site e uma pontuação de 40 entre 100, com a indicação de "revisões mistas ou neutras".